# 384 a.C.
Il 384 a.C. (CCCLXXXIV a.C. in numeri romani) è un anno  del IV secolo a.C.

## Eventi
- Roma
  - Tribuni consolari Publio Valerio Potito Publicola, Marco Furio Camillo, Gaio Papirio Crasso, Servio Cornelio Maluginense, Servio Sulpicio Rufo e Tito Quinzio Cincinnato Capitolino
  - Marco Manlio Capitolino, giudicato colpevole dell'accusa di aspirare a diventare re di Roma, fu condannato a morte, e gettato dalla rupe Tarpea

## Nati
- Demostene, politico e oratore ateniese († 322 a.C.)
- Aristotele, filosofo, scienziato e logico greco antico  († 322 a.C.)

## Morti
- Marco Manlio Capitolino, politico e militare romano